# Überschwemmungskatastrophe in Pakistan 2010

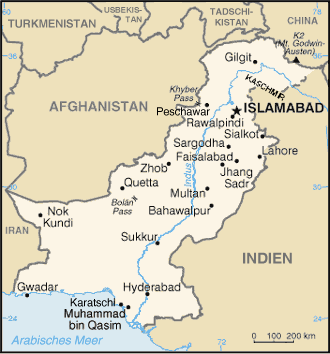
Der Indus in Pakistan, Lage der Städte

Im Juli und August 2010 kam es vom 27. Juli an im nordwestlichen Pakistan als Folge eines außergewöhnlich starken Monsunregens zu Überschwemmungen, bei denen bis zum 3. September 2010 offiziell 1738 Menschen ums Leben kamen. 1.781.018 Häuser wurden beschädigt. Betroffen war zuerst die Provinz Khyber Pakhtunkhwa, die an der Grenze zu Afghanistan liegt. Die Wassermengen zerstörten zunächst vor allem zahlreiche neu errichtete Brücken und Straßen im Einzugsgebiet des Swat und am Oberlauf des Indus, bevor sie den gesamten Flusslauf bis nach Sindh am Indischen Ozean beeinträchtigten. Laut dem UN-Nothilfekoordinator waren mehr als 14 Millionen Menschen von den Überschwemmungen betroffen, von denen mindestens 6 bis 7 Millionen unmittelbar humanitäre Hilfe benötigen; Tausende wurden zu Umweltflüchtlingen.

## Überschwemmungen

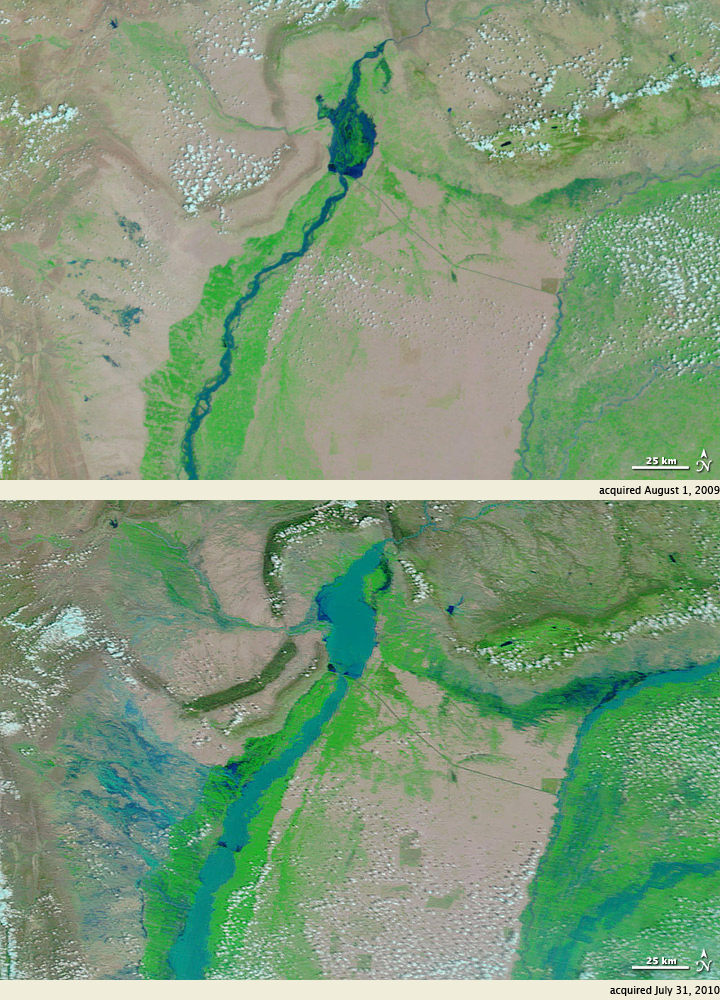
Satellitenbilder des Oberlaufes des Indus vom 1. August 2009 (oben) und vom 31. Juli 2010 (unten)

Hervorgerufen wurden die Überschwemmungen durch starke Monsunregenfälle in der Region, die als die stärksten seit mehr als achtzig Jahren gelten. Das Pakistan Meteorological Department gab bekannt, dass am 29. und 30. Juli in einer Reihe von Orten in Khyber Pakhtunkhwa und Punjab innerhalb von 24 Stunden mehr als 200 mm Niederschlag gefallen waren. 274 mm Niederschlag binnen eines Tages fielen in Peschawar, womit der bisherige Rekordwert von 187 mm vom April 2009 übertroffen wurde.
Nach den Angaben von OCHA waren Ende Juli 36 pakistanische Distrikte zumindest teilweise überflutet und mehr als eine Million Bewohner direkt von den Auswirkungen betroffen. Mian Iftikhar Hussain, der Informationsminister der Regierung der Provinz Khyber Pakhtunkhwa im Nordwesten Pakistans bezeichnete die Überschwemmungen als „schlimmste Katastrophe in unserer Geschichte“ und beklagte, dass „die Infrastruktur dieser Provinz bereits durch den Terrorismus zerstört war. Was davon übrig war, wurde von den Fluten beseitigt“. In manchen Gebieten stand das Wasser über fünf Meter hoch, sodass viele Bewohner auf den Dächern ihrer Häuser ausharrten, bis Hilfe eintraf. Am 31. Juli veröffentlichte die Tageszeitung Dawn vorläufige Berichte, nach denen mindestens 45 Brücken und 3700 Häuser durch das Hochwasser zerstört wurden. Der Karakorum Highway, der Pakistan mit China verbindet, wurde gesperrt, nachdem eine Brücke der Fernstraße zerstört wurde.

Überschwemmungsgebiete bis zum 26. August 2010

Anfang August bewegte sich der Schwerpunkt der Überschwemmungen von der nordwestlichen Grenzregion zu Afghanistan hin entlang des Indus nach Süden in den Westen der Provinz Punjab, wo die Ernte auf mindestens 570.000 Hektar Ackerland vernichtet wurde. und in den Süden der Provinz Sindh. Die vom Hochwasser geschädigten landwirtschaftlichen Erzeugnisse betrafen Baumwolle, Zuckerrohr, Reis, Hülsenfrüchte, Tabak und Futtermittel. Durch den Monsunregen und die Überschwemmungen wurden auf 280.000 Hektar Baumwolle und auf jeweils 80.000 Hektar Zuckerrohr und Reis vernichtet, dazu kamen 500.000 Tonnen Weizen und 120.000 Hektar Anbaufläche für Futtermittel. Nach den Angaben der Pakistan Cotton Ginners Association zerstörte die Flut zwei Millionen Ballen Baumwolle, was zu einer Erhöhung der Futures dieses Wirtschaftsgutes an den Weltmärkten führte.

## Auswirkungen
Nach Aussage des Internationalen Komitees vom Roten Kreuz hat die Überschwemmung eine starke Auswirkung auf die Lebensumstände der dem bewaffneten Konflikt in der Grenzregion zu Afghanistan ausgesetzten Zivilbevölkerung. Abgesehen von den Zerstörungen an Häusern und Infrastruktur wurde auch die Wasserversorgung beeinträchtigt, sodass die Bewohner der Gegend anfällig gegenüber Krankheiten sind, die durch verschmutztes Wasser hervorgerufen werden.
Nach Aussage der Aktion Deutschland Hilft sei der humanitäre Einsatz in den Überschwemmungsgebieten als höchste Einsatzstufe der „Kategorie 3“ eingeordnet. Nach Angaben der UN ist die Katastrophe noch größer als das Erdbeben in Haiti 2010 oder der Tsunami vom 26. Dezember 2004.

### Besondere Meldungen aus einzelnen Regionen
- Die Wassermassen bedrohten am 13. August 2010 die Stadt Jacobabad im Süden. Die Behörden riefen am Freitag, 13. August, eine Flutwarnung aus und forderten die 400.000 Einwohner der Stadt an der Nordgrenze der Provinz Sindh, nördlich von Sukkur, zur Flucht auf.[21]
- Die Behörden versuchen die Bevölkerung zu warnen oder zu evakuieren in Jacobabad, Hyderabad, Thatta, Ghotki, Larkana. Samstag, 14. August 2010[22]

- 31. August 2010: ein Behördensprecher teilte mit, dass die im Süden gelegenen Städten Jati und Choohar Jamali wegen der drohenden Überflutung insgesamt geräumt werden sollen.[23] Viele Einwohner flüchteten sich ins nahegelegene Thatta, das von den Behörden inzwischen wieder als sicher angesehen wird. Aus Angst vor den Fluten des Indus war die 300.000-Einwohner-Stadt am Wochenende 28./29. August komplett evakuiert worden.

- Für die Regionen Khyber Pakhtunkhwa, Baluchistan und Punjab ist es die schlimmste Überschwemmung seit 1929. Viele Häuser wurden weggespült, Brücken und Straßen stark beschädigt, teilweise ist Vieh ertrunken und die Ernte wurde weitgehend zerstört.[19]

### Folgen der Überschwemmung
Infolge der andauernden Überflutung wurde am 13. August der erste Cholera-Fall im Swat-Tal bestätigt.

## Hilfe

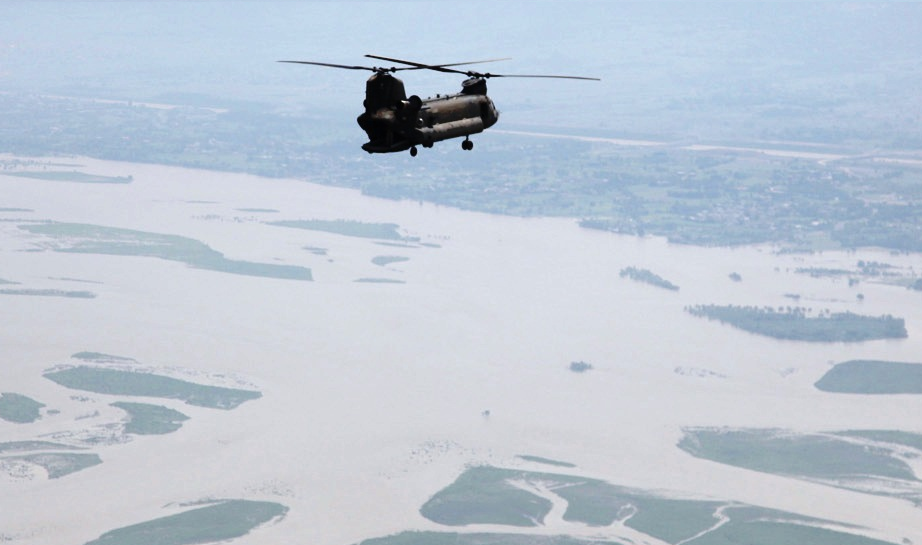
US-Helikopter beim Überflug eines Flutgebietes

UN-Nothilfekoordinator John Holmes stellte am 11. August 2010 eine UN-Soforthilfe von 352 Mio. Euro bereit. Darüber hinaus will die Europäische Union eine Soforthilfe von 40 Mio. Euro bereitstellen. Die Zahlen der Angebote sind wahrscheinlich nicht mehr aktuell, sondern wurden durchweg erhöht. Die pakistanische Taliban-Organisation Tehreek-e-Taliban Pakistan (TTP) versucht, das Hochwasser für ihre Zwecke zu nutzen. Die radikalislamische Vereinigung wandte sich öffentlich gegen jede Hilfe aus der westlichen Welt, insbesondere aus den USA, und bot der pakistanischen Regierung 20 Millionen Dollar an, wenn sie auf solche westliche Hilfe verzichte.
Unter anderen haben die Vereinigten Staaten und die Volksrepublik China ihre Bereitschaft zur Unterstützung der Opfer erklärt. Auch die deutsche Bundesregierung sendet mindestens 1 Mio. Euro Soforthilfegelder.
Angesichts der Katastrophe hat Indien seinem Erzrivalen Hilfsgüter im Wert von fünf Millionen Dollar angeboten. In einem Telefongespräch mit seinem pakistanischen Amtskollegen Schah Mahmud Qureshi drückte Indiens Außenminister S. M. Krishna seine Solidarität und sein Mitgefühl aus für die Leiden der pakistanischen Bevölkerung. – Indien und Pakistan führten seit ihrer Unabhängigkeit von Großbritannien 1947 drei Mal Krieg gegeneinander.
Im Vergleich zur Nothilfe nach der Erdbebenkatastrophe fünf Jahre zuvor, als Armee und Hilfsorganisationen Hand in Hand arbeiteten, verlaufen die Hilfsmaßnahmen diesmal eher unkoordiniert, berichten Augenzeugen vor Ort. Die Menschen in den von der Flut betroffenen Gebieten seien frustriert über die langsame und fehlende Hilfe, weil Hilfsgüter aufgrund zerstörter Straßen und Brücken oft noch nicht ans Ziel gelangten, schildert eine Krankenschwester der Deutschen Missionsgemeinschaft ihre Eindrücke. Ein weiteres Problem sei das gewaltige Ausmaß der Katastrophe, fast das gesamte Land sei betroffen. „Es sind weniger Hilfsorganisationen als noch vor wenigen Jahren im Land – manche haben sich zurückgezogen, weil sich in den vergangenen Jahren die Sicherheitslage dramatisch verschärft hat“, schrieb sie. Die Taliban wollten keine ausländische Hilfe von „Ungläubigen“ zulassen. „Leider traf es wieder die Menschen am härtesten, die bereits beim Erdbeben alles verloren hatten. Viele zogen damals von den Bergen in die Täler und bauten sich neue Häuschen nahe an Flüssen oder Bächen. Jetzt haben sie erneut alles verloren. Manche kamen nach der Flut bei Verwandten unter, aber sie brauchen wieder ein Dach über dem Kopf. Zu der Katastrophe hinzu kommt, dass ihre Kühe, Ziegen und Schafe ertranken und Lebensmittel unglaublich teuer geworden sind (Erhöhungen bis zu 500 Prozent).“
Tiere und Landwirtschaft sind für viele Menschen in Pakistan die Existenzgrundlage. Deswegen sind im Katastrophengebiet neben humanitären Organisationen auch Tierschutzorganisationen im Einsatz. Von der veterinärmedizinischen Fakultät der Lahore Universität ist ein von der WSPA unterstütztes Tierarztteam vor Ort, um die Tiere mit Futter, sauberem Trinkwasser und medizinischen Behandlungen zu versorgen, da diese Tiere eine Lebensgrundlage für die Menschen für die Zeit nach der Katastrophe sind.

### Spenden und Spendenaufrufe
Zu Spenden riefen diverse Wohlfahrtsverbände und Organisation auf. Deren Konten wurden von den Medien publiziert.
Zur Kritik am Umgang mit Spenden in Pakistan äußerte sich auch der frühere Präsident und militärische Machthaber Pervez Musharraf.

## Ursachen

### Globale Wetterlage

Omegalage über Russland sowie Pakistan und Mitteleuropa

Die Wald- und Torfbrände in Russland, die Überschwemmungskatastrophe in Pakistan sowie die Überschwemmungen im Dreiländereck Deutschland, Polen, Tschechien sind über eine Omegalage genannte Wetterlage ursächlich miteinander verbunden. Ein seit Wochen stabiles Hochdruckgebiet über Russland zieht warme Luft aus dem Süden an. In den westlich und östlich davon liegenden Tiefdruckgebieten sind stabile Schlechtwetterlagen mit ungewöhnlich hohen Niederschlägen angesiedelt. Der Deutsche Wetterdienst weist darauf hin, dass das Wetterphänomen La Niña den regelmäßigen Monsun verstärkt. Nicht nur die Regenmengen sind zehnmal so stark wie sonst üblich, auch die Temperatur ist in diesem Jahr deutlich erhöht, was zu verstärktem Abschmelzen der Gletscher führt.

### Versäumnisse im Umweltschutz
Wie bei den meisten Überschwemmungsphänomenen hat auch die Flut in Pakistan regionale Ursachen, die das Problem verstärkten. So zogen in den Jahren zuvor viele Menschen mit ihrem Vieh in die Gebiete, die nun von der Flut heimgesucht wurden. Für Weideland, Bau- und Brennmaterial wurden Wälder abgeholzt und Weiden abgegrast, was dazu führte, dass der Boden viel weniger Wasser aufnehmen kann. Flüsse wurden blockiert oder durch Begradigung in ihre Bette eingezwängt und damit wurde ihnen ihr Überflutungsraum genommen, Städte werden planlos gebaut und sind somit gefährdet.
Durch die große Zerstörung der Infrastruktur wurde das Land in seiner Entwicklung um Jahrzehnte zurückgeworfen.

## Frühere schwere Überschwemmungen
- Vergleiche 2007: Bis zu einer Million Menschen waren in der Region Baluchistan im Südwesten Pakistans von den damaligen schweren Unwettern betroffen.[39]
- 12. November 1970: Ein Zyklon im damaligen Ostpakistan (Bhola cyclone) forderte 300.000 bis 500.000 Todesopfer. Dabei handelte es sich um den schwerwiegendsten jemals verzeichneten Wirbelsturm und um eine der folgenschwersten Naturkatastrophen der jüngeren Geschichte. Es gab Windgeschwindigkeiten von bis zu 230 km/h und meterhohe Flutwellen. Heute gehört das Gebiet zu dem in der Folge entstandenen Staat Bangladesch.